# Palhoça
Palhoça est une ville brésilienne du littoral de l'État de Santa Catarina.

## Généralités
Palhoça se situe sur l'ancienne voie d'accès à la ville de São José et à la capitale, Florianópolis, qui remonte au XIXe siècle.
Un autre accès à la ville est la route nationale BR-101, route panaméricaine, récemment doublée en direction du nord jusqu'à Joinville. Il s'agit de la voie de passage de la quasi-totalité des marchandises qui transitent par le littoral entre l'État du Rio Grande do Sul et le reste du pays.

## Origine du nom
Le nom de la ville est tiré des premières constructions couvertes par un toit de palha (paille), appelé palhoça au lieu-dit Areas, au sud du quartier actuel de Ponte do Imaruim. Par la suite, d'autres habitations de pêcheurs furent édifiées autour de ce noyau originel en gardant les mêmes caractéristiques.

## Géographie
Palhoça se trouve à une latitude 27° 38’ 42" sud et à une longitude de 48° 40’ 04" ouest, à une altitude de 3 mètres.
Sa population était de 137 199 habitants au recensement de 2010. La municipalité s'étend sur 395 km2.
Située dans l'agglomération du Grand Florianópolis, elle est limitrophe de São José, Santo Amaro da Imperatriz et Paulo Lopes, Palhoça est une ville à la croissance désordonnée et il lui manque encore certains services de base comme un hôpital. Les traditions locales proviennent principalement des Açores. Dans l'agglomération de Florianópolis, il s'agit de la ville qui connaît la croissance la plus rapide.
Elle fait partie de la microrégion de Florianópolis, dans la mésorégion du Grand Florianópolis.
À noter que la ville comporte une des principales mangroves d'Amérique du Sud.
Le point culminant de la municipalité est le Cambirela, avec 1 043 m d'altitude.

## Histoire

### Origines
Palhoça a été fondée en 1793, sur la route qui reliait Lages à Nossa Senhora do Desterro (aujourd'hui Florianópolis), pour protéger la capitale contre d'éventuelles invasions. 
Elle dépendit d'abord de la ville de Desterro, avant d'être rattachée à São José lors de sa création en 1833. 
En 1882, elle devient indépendante administrativement en devenant une freguesia puis fut élevée au rang de município à part entière le 24 avril 1894, par décret du colonel Antônio Moreira César.

### Développement
De sa fondation à 1882, Palhoça vivait principalement de production de farine de manioc et de la pêche pour sa population, pour Desterro et pour les troupes de passage dans la région, accomplissant ainsi l'objectif qui avait présidé à sa création.
Entre 1882 et 1894, année de son apogée, le développement de Desterro provoque une augmentation de la demande de produits d'alimentation et de matériaux de construction. La ville développe ainsi son secteur agricole et ses pêcheries, et se lance dans la production de briques et de tuiles jusqu'à devenir la ville la plus industrialisée de Santa Catarina. Elle reste, comme avant, un important poste commercial entre la capitale et l'intérieur de l'État, mais avec un trafic de marchandises bien plus important. Les produits arrivaient des montagnes et étaient convoyées par péniches jusqu'à Desterro à partir des différents ports de Palhoça.
Avec la construction du pont Hercílio-Luz, la production de l'intérieur est directement acheminée à la capitale, causant le déclin économique de Palhoça. Dans les années 1970, avec l'implantation de petites et moyennes industries et le développement des moyens de transport, la ville recommence à se développer.

### Présent
Aujourd'hui, elle se tourne vers le tourisme et la mise en valeur de ses ressources naturelles, notamment ses mangroves et sa forêt atlantique (70 % de la surface de la municipalité), protégées par le parc naturel de la Serra do Tabuleiro.
Palhoça conserve jusqu'à aujourd'hui les traditions, costumes et architecture laissés en héritages par ses colonisateurs, principalement d'origine portugaise, açorienne, italienne et allemande. 
Enfin, un autre aspect marquant de Palhoça est son artisanat, notamment l'artisanat indigène. On trouve par ailleurs encore dans la municipalité des engenhos et des alambiques produisant artisanalement de la farinha et de la cachaça.

## Sport
La ville comporte un club de football évoluant en 1re division dans le championnat de Santa Catarina, la Sociedade Esportiva, Recreativa e Cultural Guarani.

## Administration

### Liste des maires
Depuis son émancipation de la municipalité de São José en 1894, Palhoça a successivement été dirigée par :
- Bernardino Manoel Machado - 1894 à 1899
- Francisco Antônio Lemichul - 1899 à 1907
- Fernando Gil Bom - 1907 à 1910
- José Honório da Costa - 1911 à 1912
- Pedro Egydio Hoffmann - 1913 à 1914
- Vicente Silveira de Souza - 1915 à 1918
- José Chrisóstomo Kehrig - 1919 à 1930
- Olibio José da Silveira - 1930 à 1933
- Reinaldo Alves - 1933 à 1935
- Juliano Luchi - 1935 à 1942
- Euclides S. de Almeida - 1942 à 1943
- Jacob Manoel Knabben - 1943 à 1945
- Waldemar Luz - 1945 à 1946
- Ivo Silveira - 1947 à 1950
- Augusto Brügemann - 1951
- Ari Baldemiro Wagner - 1951 à 1956
- Otávio Zacchi - 1956 à 1961
- Ari Baldemiro Wagner - 1962 à 1965
- João Silveira - 1966 à 1969
- Laudelino Augusto Weiss - 1969
- Nelson Martins - 1970 à 1972
- Odilio José de Souza - 1973 à 1976
- Newton José Schwinden - 1977 à 1982
- Neri Brasiliano Martins - 1983 à 1988
- Paulo Roberto Vidal - 1989 à 1992
- Reinaldo Weingartner - 1993 à 1996
- Paulino Schmidt - 1997 à 2000
- Paulo Roberto Vidal - 2001 à 2004
- Ronério Heiderscheidt - 2005 à aujourd'hui

### Divisions administratives
La municipalité est constituée de six districts :
- Palhoça (siège du pouvoir municipal)
- Enseado do Brito
- Santo Amaro do Cubatão
- Teresóplois
- Santa Izabel
- Santa Tereza

## Villes voisines
Palhoça est voisine des municipalités (municípios) suivantes :
- São José
- Paulo Lopes
- Santo Amaro da Imperatriz
- São Pedro de Alcântara

## Personnalités liées
- Ricardo dos Santos (1990-2015), surfeur.